# Klarenamt
Das Klarenamt war von 1574 bis 1806 ein Amt der Reichsstadt Nürnberg.

## Beschreibung
Mit der Abfindung der noch verbliebenen Mägde am 29. Oktober 1596 trat nach dem Tod der letzten Nonne das Ende des Klaraklosters in Nürnberg ein. Die Verwaltung der Grundherrschaft hat der Innere Rat 1574 einem eigenen Pfleger aus dem Kreis der ratsfähigen Familien übergeben. Das Klarenamt existierte bis zum Ende der reichsstädtischen Zeit und hatte seinen Sitz bei den ehemaligen Klostergebäuden, in denen seit 1618 das Leihhaus untergebracht war. In gleicher Weise verfuhr man mit dem Grundbesitz des Klosters Pillenreuth, dessen Verwaltung dem Klarenamt zugeschlagen wurde. Während des Zweiten Markgrafenkriegs hatten die letzten Nonnen aus Pillenreuth im Klarakloster Zuflucht gefunden, doch konnten sie wegen Zerstörung ihrer Konventsgebäude nicht mehr zurückkehren. Noch zu Lebzeiten hat die letzte Nonne 1591 die Klostergüter dem Rat übergeben.
Hochgerichtliche Befugnisse hatte das Klarenamt nicht. Es hatte allerdings die Dorf- und Gemeindeherrschaft über folgende Orte: Altenberg, Aurau, Herpersdorf, Krottenbach (zum Teil), Mittelrüsselbach, Oberlindelburg, Triebendorf, Unterweihersbuch und Worzeldorf.
Das Klarenamt hatte über den Nürnberger Raum hinaus grundherrschaftliche Ansprüche in den Hochgerichtsbezirken von Brandenburg-Ansbach, von Brandenburg-Bayreuth, dem Hochstift Bamberg, dem Hochstift Eichstätt und Pfalz-Bayern. Gegen Ende des 18. Jahrhunderts waren es 211 Anwesen in 85 Orten.

## Grundherrschaft
GH gibt die Zahl der Anwesen an, über die das Klarenamt die Grundherrschaft hatte. ∑ gibt die Gesamtzahl der Anwesen des Ortes an. % gibt den prozentualen Anteil an. Hochgericht1 gibt die Herrschaft an, die hochgerichtliche Befugnisse hatte. Hochgericht2 gibt, soweit vorhanden, eine weitere Herrschaft an, die entweder die hochgerichtlichen Befugnisse von Hochgericht1 bestritt (⚔) oder gemeinsam (⚭) mit ihr ausübte.
| Ort                    | GH  | ∑   | %   | Hochgericht 1        | Hochgericht 2          |
| ---------------------- | --- | --- | --- | -------------------- | ---------------------- |
| Altenberg              | 004 | 006 | 067 | Brandenburg-Ansbach  |                        |
| Aurau                  | 005 | 014 | 036 | Brandenburg-Ansbach  |                        |
| Bechhofen              | 002 | 019 | 011 | Brandenburg-Ansbach  |                        |
| Büchenbach             | 002 | 037 | 005 | Brandenburg-Ansbach  |                        |
| Burg                   | 005 | 017 | 029 | Brandenburg-Ansbach  |                        |
| Dietersdorf            | 001 | 016 | 006 | Brandenburg-Ansbach  |                        |
| Dürrnbuch              | 002 | 016 | 013 | Brandenburg-Bayreuth |                        |
| Eibach                 | 005 | 033 | 015 | Brandenburg-Ansbach  | Reichsstadt Nürnberg ⚔ |
| Ettenstatt             | 004 | 034 | 012 | Brandenburg-Ansbach  |                        |
| Eysölden               | 001 | 081 | 001 | Brandenburg-Ansbach  |                        |
| Ezelsdorf              | 001 | 034 | 003 | Brandenburg-Ansbach  |                        |
| Fernabrünst            | 001 | 027 | 004 | Brandenburg-Ansbach  |                        |
| Gaulnhofen             | 002 | 008 | 025 | Brandenburg-Ansbach  |                        |
| Gebersdorf             | 002 | 010 | 020 | Brandenburg-Ansbach  | Reichsstadt Nürnberg ⚔ |
| Gersdorf               | 002 | 021 | 010 | Reichsstadt Nürnberg | Brandenburg-Ansbach ⚔  |
| Gonnersdorf            | 002 | 011 | 018 | Brandenburg-Ansbach  |                        |
| Großhabersdorf         | 002 | 056 | 004 | Brandenburg-Ansbach  |                        |
| Großschwarzenlohe      | 003 | 022 | 014 | Brandenburg-Ansbach  |                        |
| Großweingarten         | 001 | 059 | 002 | Hochstift Eichstätt  |                        |
| Gustenfelden           | 006 | 027 | 022 | Brandenburg-Ansbach  |                        |
| Gutzberg               | 001 | 009 | 011 | Brandenburg-Ansbach  |                        |
| Haunoldshofen          | 002 | 004 | 050 | Brandenburg-Ansbach  |                        |
| Hengdorf               | 002 | 004 | 050 | Brandenburg-Ansbach  |                        |
| Herpersdorf            | 008 | 008 | 100 | Brandenburg-Ansbach  |                        |
| Hetzles                | 006 | 083 | 007 | Hochstift Bamberg    |                        |
| Hiltmannsdorf          | 001 | 014 | 007 | Brandenburg-Ansbach  | Reichsstadt Nürnberg ⚔ |
| Horbach                | 001 | 014 | 007 | Brandenburg-Ansbach  |                        |
| Kammerstein            | 001 | 024 | 004 | Brandenburg-Ansbach  |                        |
| Käswasser              | 001 | 007 | 014 | Reichsstadt Nürnberg |                        |
| Kiliansdorf            | 004 | 010 | 040 | Brandenburg-Ansbach  |                        |
| Kirschendorf           | 001 | 005 | 020 | Brandenburg-Ansbach  |                        |
| Kitschendorf           | 001 | 006 | 017 | Brandenburg-Ansbach  |                        |
| Kleingründlach         | 001 | 006 | 017 | Reichsstadt Nürnberg | Brandenburg-Bayreuth ⚔ |
| Kleinhaslach           | 002 | 028 | 007 | Brandenburg-Ansbach  |                        |
| Kottensdorf            | 003 | 024 | 013 | Brandenburg-Ansbach  |                        |
| Kreutles               | 002 | 004 | 050 | Brandenburg-Ansbach  |                        |
| Krottenbach            | 002 | 014 | 014 | Brandenburg-Ansbach  |                        |
| Laubendorf             | 001 | 037 | 003 | Brandenburg-Ansbach  |                        |
| Meckenlohe             | 004 | 015 | 027 | Brandenburg-Ansbach  |                        |
| Milmersdorf            | 001 | 003 | 033 | Reichsstadt Nürnberg |                        |
| Mittelrüsselbach       | 018 | 021 | 086 | Reichsstadt Nürnberg |                        |
| Moosbach               | 004 | 020 | 020 | Brandenburg-Ansbach  |                        |
| Nasbach                | 001 | 008 | 013 | Brandenburg-Ansbach  |                        |
| Neumühle               | 001 | 001 | 100 | Brandenburg-Ansbach  |                        |
| Neunkirchen am Sand    | 001 | 012 | 008 | Pfalz-Bayern         |                        |
| Neuses                 | 001 | 009 | 011 | Brandenburg-Ansbach  |                        |
| Neuses bei Windsbach   | 001 | 012 | 008 | Brandenburg-Ansbach  |                        |
| Oberheckenhofen        | 003 | 007 | 043 | Brandenburg-Ansbach  |                        |
| Oberlindelburg         | 002 | 009 | 022 | Brandenburg-Ansbach  |                        |
| Obersteinbach ob Gmünd | 001 | 025 | 004 | Hochstift Eichstätt  |                        |
| Ottersdorf             | 001 | 009 | 011 | Brandenburg-Ansbach  |                        |
| Pavelsbach             | 001 | 086 | 001 | Pfalz-Bayern         |                        |
| Petersgmünd            | 003 | 030 | 010 | Brandenburg-Ansbach  |                        |
| Pfaffenhofen           | 002 | 024 | 008 | Brandenburg-Ansbach  |                        |
| Pillenreuth            | 002 | 002 | 100 | Brandenburg-Ansbach  |                        |
| Pommer                 | 001 | 029 | 003 | Hochstift Bamberg    |                        |
| Regelsbach             | 002 | 021 | 010 | Brandenburg-Ansbach  |                        |
| Retzelfembach          | 001 | 022 | 005 | Brandenburg-Ansbach  |                        |
| Rittersbach            | 004 | 031 | 013 | Brandenburg-Ansbach  |                        |
| Rohr                   | 002 | 052 | 002 | Brandenburg-Ansbach  |                        |
| Rollhofen              | 002 | 015 | 013 | Pfalz-Bayern         |                        |
| Rothaurach             | 001 | 023 | 004 | Brandenburg-Ansbach  |                        |
| Rudelsdorf             | 002 | 014 | 014 | Brandenburg-Ansbach  |                        |
| Schaftnach             | 002 | 013 | 015 | Brandenburg-Ansbach  |                        |
| Schönberg              | 001 | 046 | 002 | Brandenburg-Ansbach  |                        |
| Seckendorf             | 002 | 009 | 022 | Brandenburg-Ansbach  |                        |
| Siegelsdorf            | 003 | 008 | 038 | Brandenburg-Ansbach  |                        |
| Speikern               | 001 | 027 | 004 | Pfalz-Bayern         |                        |
| Thundorf               | 001 | 022 | 005 | Pfalz-Bayern         |                        |
| Trettendorf            | 001 | 006 | 017 | Brandenburg-Ansbach  |                        |
| Triebendorf            | 005 | 006 | 083 | Brandenburg-Ansbach  |                        |
| Tuchenbach             | 001 | 031 | 003 | Brandenburg-Ansbach  |                        |
| Unterasbach            | 002 | 009 | 022 | Brandenburg-Ansbach  |                        |
| Unterdeutenbach        | 001 | 008 | 013 | Brandenburg-Ansbach  |                        |
| Unterheckenhofen       | 001 | 004 | 025 | Brandenburg-Ansbach  |                        |
| Unterlindelburg        | 007 | 013 | 054 | Brandenburg-Ansbach  |                        |
| Unterreichenbach       | 001 | 027 | 004 | Brandenburg-Ansbach  |                        |
| Unterweihersbuch       | 006 | 007 | 086 | Brandenburg-Ansbach  |                        |
| Volkersdorf            | 002 | 020 | 010 | Reichsstadt Nürnberg |                        |
| Wassermungenau         | 003 | 049 | 006 | Brandenburg-Ansbach  |                        |
| Wintersdorf            | 001 | 009 | 011 | Brandenburg-Ansbach  |                        |
| Wolfsau                | 001 | 003 | 033 | Brandenburg-Ansbach  |                        |
| Wöllmetzhofen          | 001 | 010 | 010 | Brandenburg-Ansbach  |                        |
| Worzeldorf             | 011 | 011 | 100 | Brandenburg-Ansbach  |                        |
| Zirndorf               | 002 | 121 | 002 | Brandenburg-Ansbach  |                        |